# Maj Starck

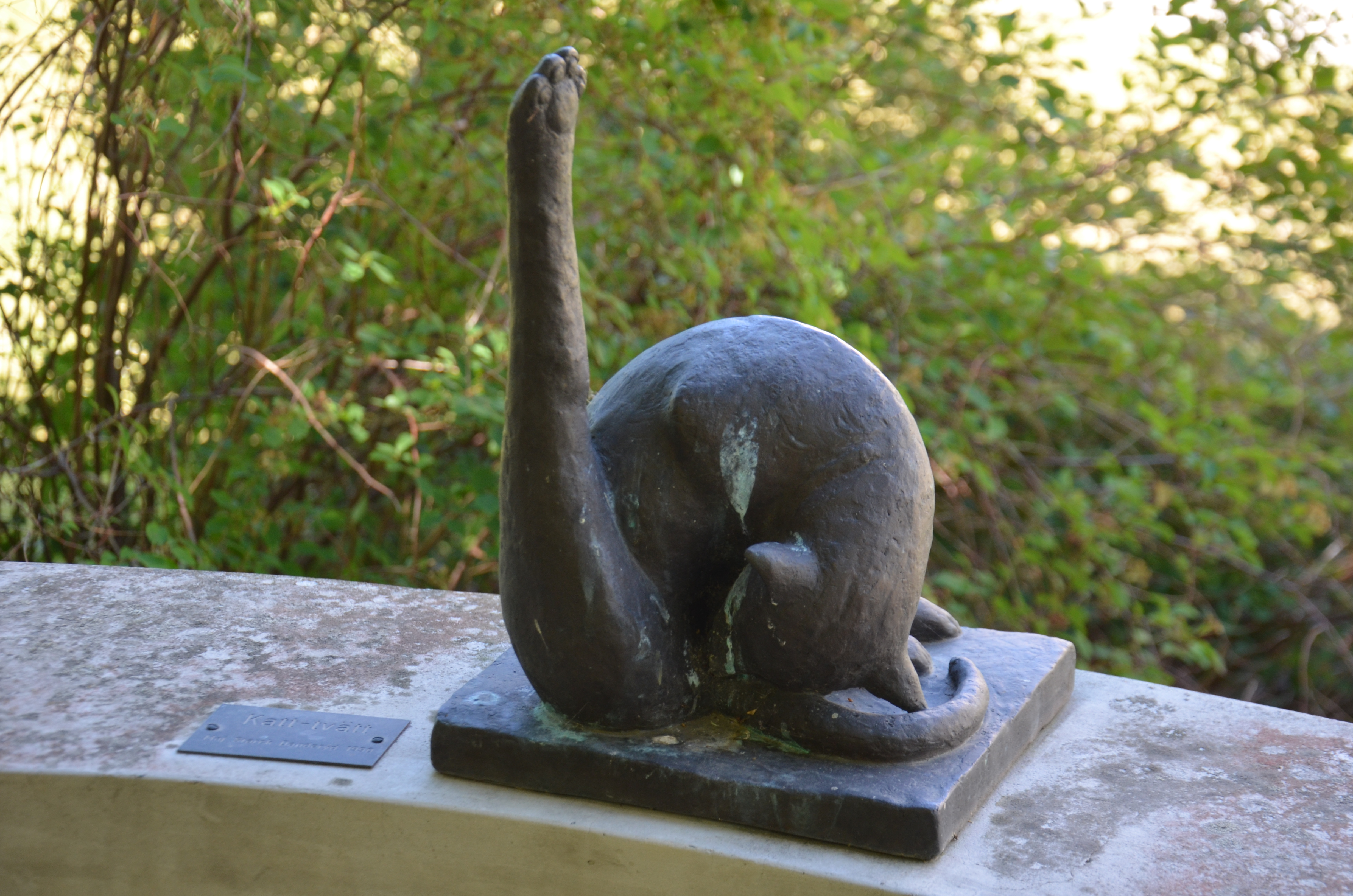
Kattvätt i Danderyd

Rut Margit (Maj) Starck, född Ahlström den 7 augusti 1909 i Stockholm, död 14 juni 1998 i Danderyds församling, var en svensk skulptör och tecknare. Som konstnär var hon verksam under namnet Maj Ahlström-Starck
Hon var dotter till komministern i Järvsö Erik Ahlström och Frideborg Forsberg samt gift med konstnären Tage Starck. Hon studerade vid Tekniska skolan och Högre konstindustriella skolan 1929–1933 samt teckning för Marcel Gromaire och skulptur för Charles Despiau, Paul Cornet och Louis Dejan vid Académie Scandinave i Paris 1933–1934 och skulpturstudier vid Kungliga konsthögskolan 1934–1939 samt genom självstudier under resor till Tyskland, Tjeckoslovakien, Belgien och Italien, där hon stannade längre perioder i Florens, Rom och Neapel. Hon deltog i Nationalmuseums utställning Unga tecknare 1940 där hennes teckningar med dansande flickor uppmärksammades. Hon medverkade vid upprepade tillfällen i Sveriges allmänna konstförenings höstsalonger med enstaka skulpturer samt i samlingsutställningar med teckningar och skulptural konst. Hon arbetade med religiösa motiv och utförde en dopfunt till Bollnäs kyrka samt en altartavla till Iggesunds auditorium. Hon svarade för den skulpturala utsmyckningen till dopsalen på Gävle lasarett och Svenska sjömanskyrkan i Antwerpen. Starck är representerad med teckningar vid Moderna museet.

## Ekumeniskt arbete
Maj Starck var kyrkvärd i Svenska kyrkan i Täby och mångårig medlem i den svenskkyrkliga ordensgemenskapen Societas Sanctæ Birgittæ. Hon hade ett stort intresse för ekumenik. 1959 kom hon i kontakt med rörelsen för den ekumeniska böneveckan Week of Prayer for Christian Unity som startats 1937 av den katolsk prästen i Lyon, abbé Paul Couturier och som i Sverige hade en  förespråkare i Gunnar Rosendal. Starck påbörjade ett arbete i samma anda. Hon samlade information om ekumeniska böneveckor i Graymore i USA sedan 1908, om ekumeniska samlingar i Holland och om ekumeniska bönegudstjänster i Lyon sedan 1934. 1963 lyckades hon få till stånd en ekumenisk bönegudstjänst med de kristna församlingarna i Danderyd och Täby, vilket sedan fortsatte i ett omfattande ekumeniskt samarbete från 1970- till 1990-tal med bönegrupper, regelbundna träffar för präster och pastorer och socialt hjälparbete.
Mot slutet av sitt liv konverterade hon till Katolska kyrkan och var sedan medlem i Vår Frus katolska församling i Täby. Hon är begravd på Danderyds kyrkogård.

## Offentliga verk i urval
- dopfunt i Bollnäs kyrka
- mariaskulpturer, bland andra Maria med jesusbarnet i Grytnäs kyrka, i Almby kyrka 1986 och i Olaus Petri kyrka i Örebro 1987
- altarrelief i Iggesunds kyrka
- kyrkogårdsgrindar vid Hjälmseryds kyrka i Gamla Hjälmseryd
- reliefer på predikstol i Vetlanda kyrka, 1954
- dopfunt, vit marmor, 1970 i Järvsö kyrka
- dopfunt, vit marmor, 1970, i Vemdalens kyrka
- dopfunt, 1976, i Danderyds kyrka
- Kattvätt, brons, vid Kevinge seniorboende, Edsviksvägen 1 i Danderyd
- Lykthuset, brons, Danderyds församlingsgård
- Staffan Stalledräng, lertavlor, Helsingegården Järvsö
- Spelemän (dekoration ovan öppen spis), Helsingegården Järvsö

### Fotnoter
1. ↑  Andreas Beyer & Bénédicte Savoy (red.), Artists of the World Online, K.G. Saur Verlag och Walter de Gruyter, 2009, 10.1515/AKL, Artists of the World konstnärs-ID: 10001466.[källa från Wikidata]
2. ↑  Moderna museet
3. ↑  Hallin, Lillemor (2019). Gud kallar vanliga människor till att bygga upp hans rike. Om den andliga förnyelsen i Danderyd och Täby 1970-1990-tal. sid. 11-13. Läst 29 december 2019
4. ↑  SvenskaGravar